# 蔡幸娟
蔡 幸娟（ツァイ・シンジュアン、Cai Xingjuan、1966年3月18日 - ）は台湾の女性歌手。北京語・台湾語ポップスならびに日本語による流行歌・演歌を得意とする。英語曲も出した。1980年8月、国民中学２年生の時、弱冠14歳でレコードデビューを果たす。「小鄧麗君（小テレサ・テン）」の異名をもつ。ゴールデンメロディ賞の最優秀女性歌手賞に2度ノミネート。また、金馬賞最優秀映画音楽ソング・オリジナル・サウンドトラック賞を受賞し、金鐘賞最優秀歌唱バラエティ番組賞を3回受賞している。